# Philip Kemi
Philip Kemi, född 2 mars 1991 i Kiruna, är en svensk ishockeyspelare som just nu spelar för Kiruna IF i Hockeyettan.
Han är äldre bror till ishockeyspelaren Jesper Kemi.